# Camillo Cattaneo della Volta
Camillo Cattaneo della Volta (Napoli, 30 settembre 1750 – 13 marzo 1834) è stato un arcivescovo cattolico italiano.

## Biografia
Nacque a Napoli il 30 settembre 1750; apparteneva alla famiglia dei marchesi di Montescaglioso.
Il 19 marzo 1774 ricevette l'ordine sacerdotale.
Il 18 dicembre 1797 fu nominato arcivescovo metropolita di Acerenza ed arcivescovo di Matera da papa Pio VI; ricevette la consacrazione episcopale il 21 dicembre seguente per l'imposizione delle mani del cardinale Giulio Maria della Somaglia, cardinale presbitero di Santa Sabina, principale consacratore, co-consacranti gli arcivescovi Ottavio Boni e Francesco Saverio Passari.
In un periodo di forte crisi per la Chiesa, si oppose fortemente alla soppressione degli ordini religiosi, difendendo i diritti del clero e dei religiosi.
Il 16 febbraio 1818, attraverso un concordato, l'arcidiocesi di Matera fu soppressa, ma nel 1819, con la bolla Ex misteriosa di papa Pio VII, fu ristabilita.
Morì il 13 marzo 1834.

## Genealogia episcopale e successione apostolica
La genealogia episcopale è:
- Cardinale Scipione Rebiba
- Cardinale Giulio Antonio Santori
- Cardinale Girolamo Bernerio, O.P.
- Arcivescovo Galeazzo Sanvitale
- Cardinale Ludovico Ludovisi
- Cardinale Luigi Caetani
- Cardinale Ulderico Carpegna
- Cardinale Paluzzo Paluzzi Altieri degli Albertoni
- Papa Benedetto XIII
- Papa Benedetto XIV
- Papa Clemente XIII
- Cardinale Marcantonio Colonna
- Cardinale Giacinto Sigismondo Gerdil, B.
- Cardinale Giulio Maria della Somaglia
- Arcivescovo Camillo Cattaneo della Volta

La successione apostolica è:
- Vescovo Gioacchino de Gemmis (1798)